# Ptinus latro
Ptinus latro är en skalbaggsart som beskrevs av Fabricius 1775. Ptinus latro ingår i släktet Ptinus och familjen Ptinidae. Inga underarter finns listade i Catalogue of Life.